# Клезингер, Огюст
Жан-Батист Огюст Клезингер, также Огюст Клезинже (фр. Auguste Clésinger; 22 октября 1814, Безансон — 5 января 1883, Париж) — французский скульптор и живописец романтического направления. Известен своими связями с Жорж Санд, зятем которой он был, и Фредериком Шопеном.

## Биография

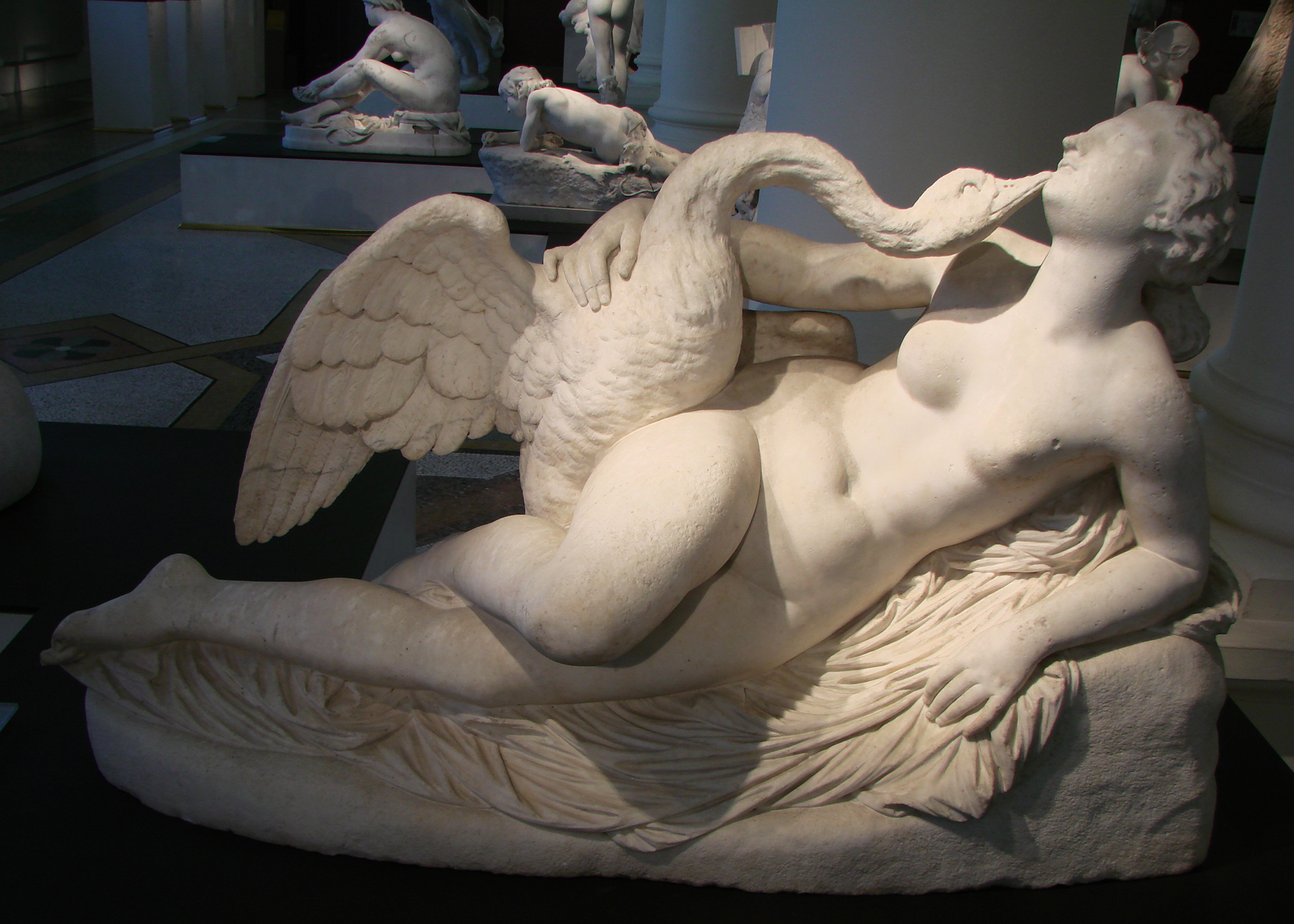
Леда и лебедь. 1864. Мрамор. Музей Пикардии, Амьен

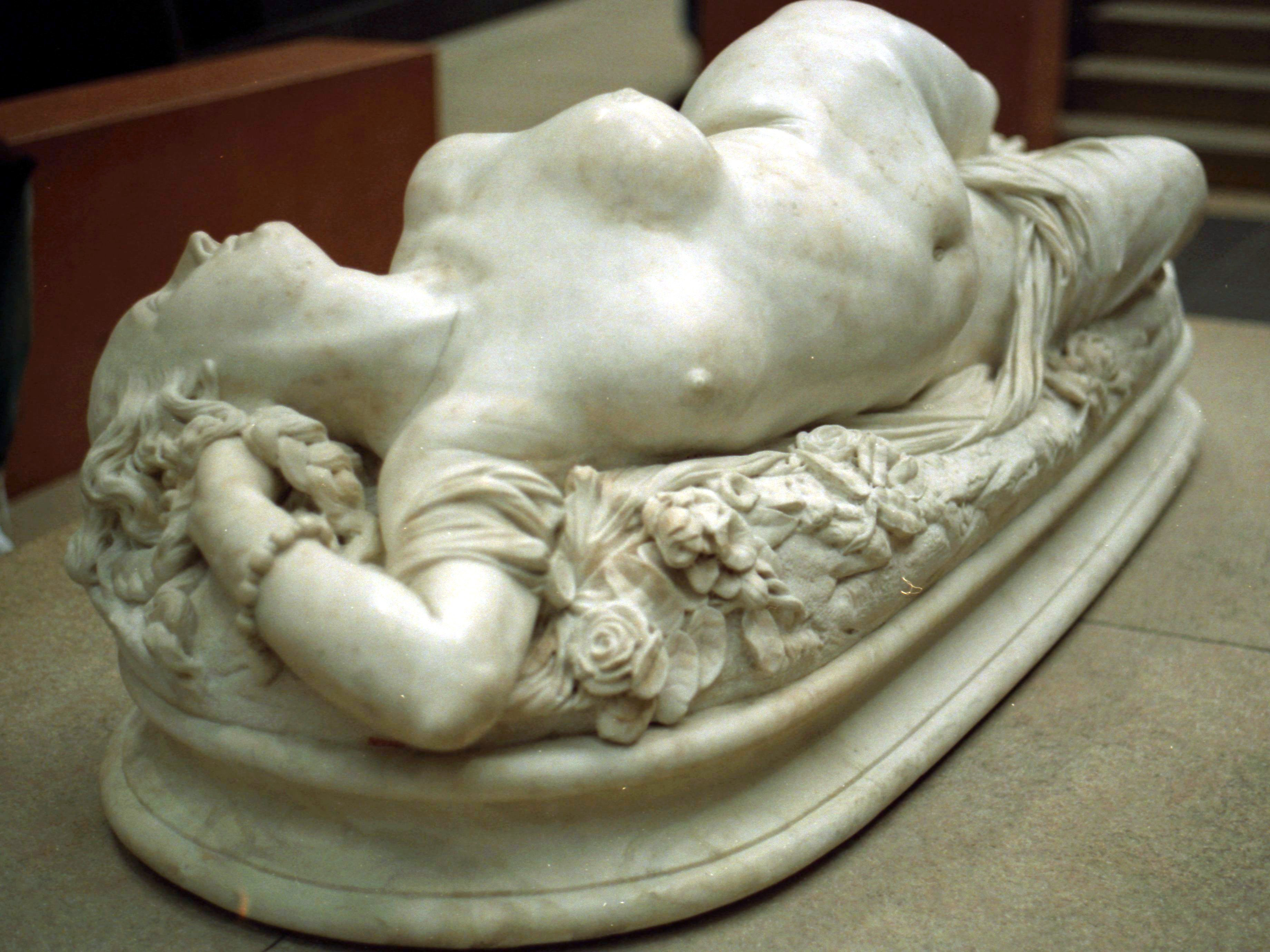
Женщина, ужаленная змеёй. 1847. Мрамор. Музей Орсе, Париж

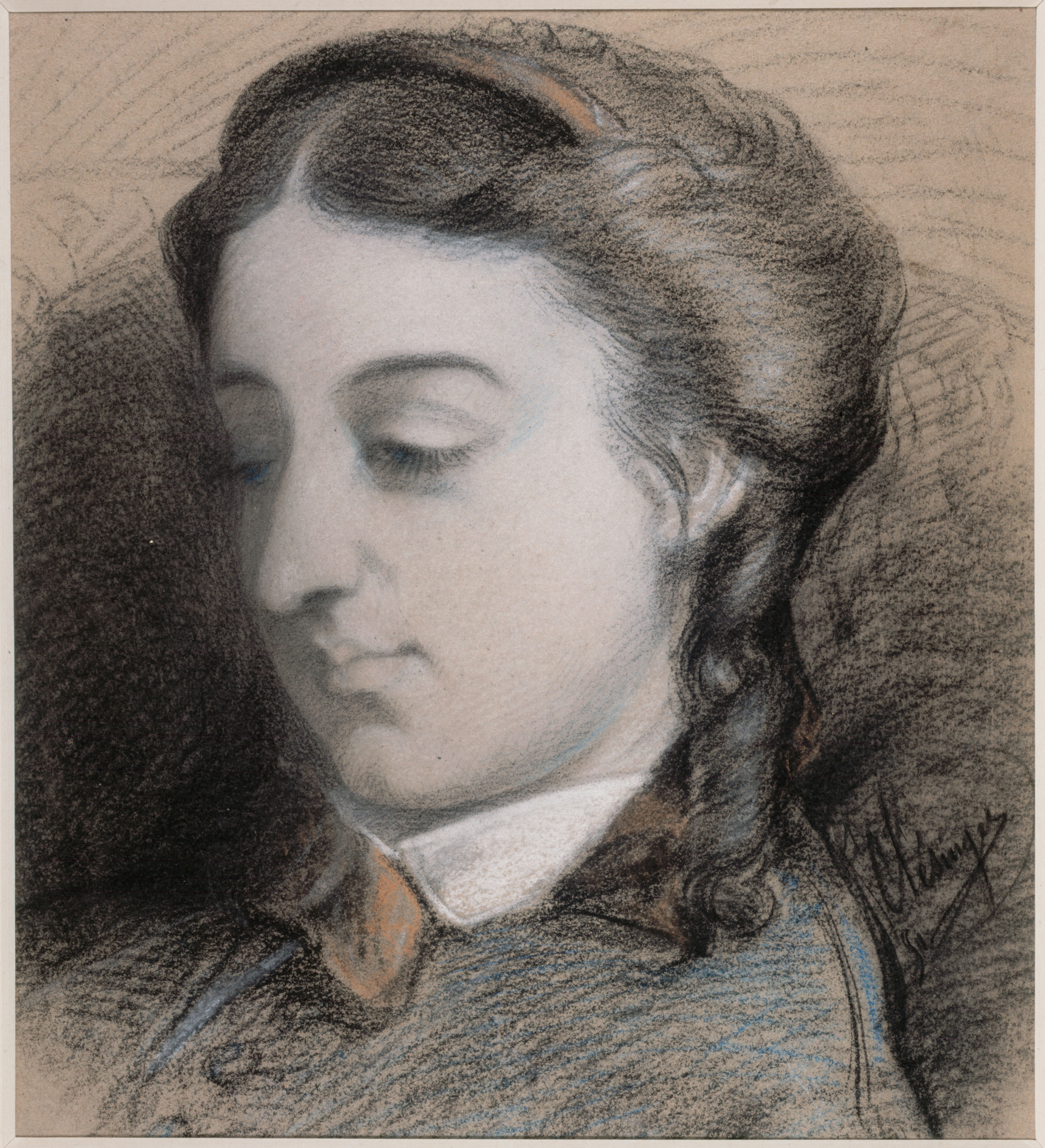
Портрет Соланж Клезингер. 1851. Бумага, пастель. Музей романтической жизни, Париж

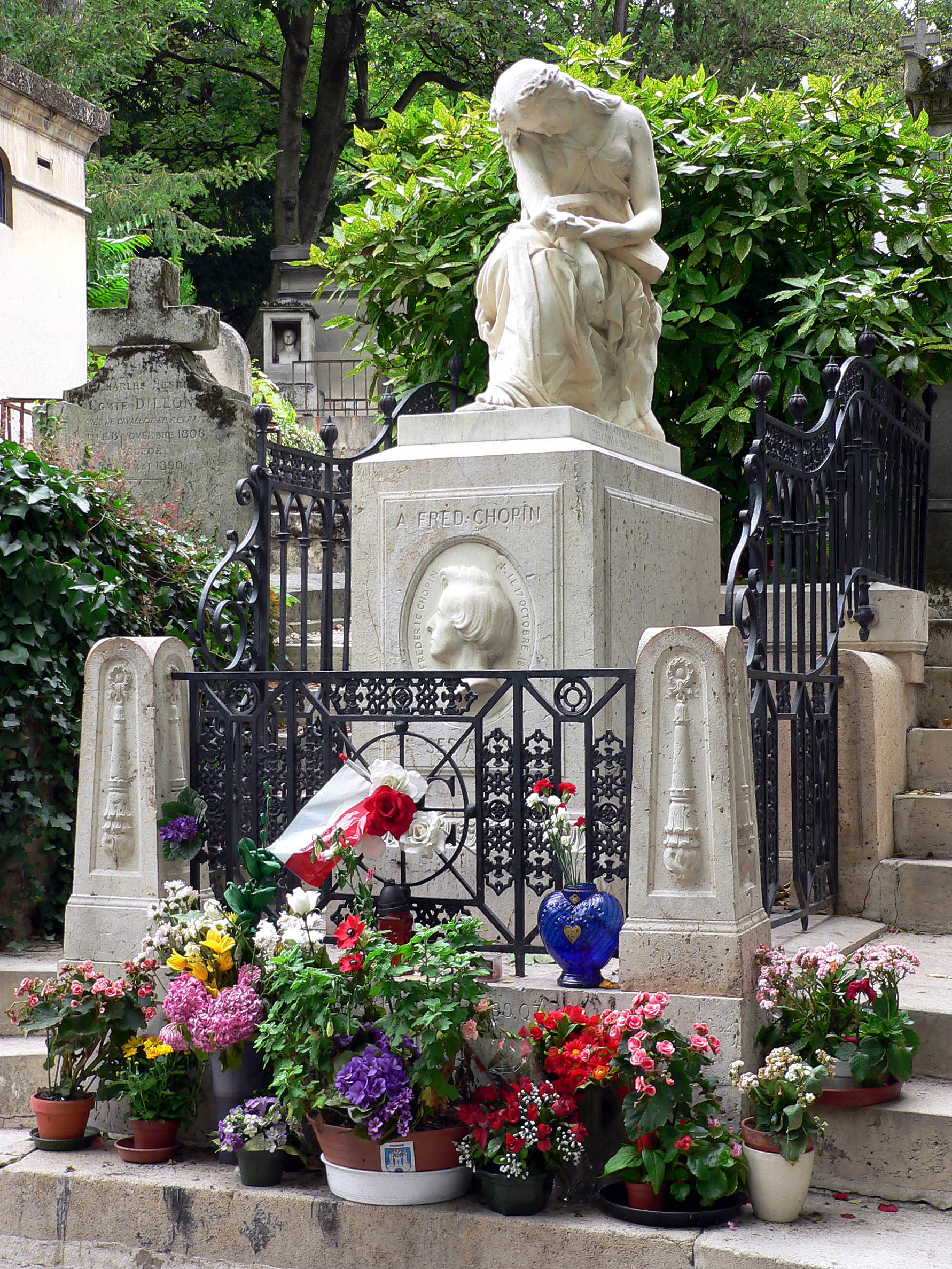
Эвтерпа, муза лирической поэзии и музыки. Надгробный памятник Ф. Шопену. 1850. Кладбище Пер-Лашез, Париж

Огюст Клезингер родился в семье скульптора Жоржа-Филиппа Клезингера, у которого получил первые уроки рисования и лепки в Школе изящных искусств Безансона, где он был профессором. Огюст также был учеником Бертеля Торвальдсена. Первый раз он показал свои произведения в Парижском салоне 1843 года, в последний раз — в 1864 году.
В Парижском салоне 1847 года была выставлена его скульптура «Женщина, ужаленная змеёй», как считается, созданная под впечатлением «Умирающей Эвридики» работы скульптора Ш.-Ф. Нантёйля (1822). Моделью послужила Аполлония Сабатье, известная художница, хозяйка литературного салона и муза Шарля Бодлера, в то время любовница богатого бельгийского промышленника Альфреда Моссельмана и большого любителя искусства, который и заказал скульптуру.
Эта история вызвала скандал у парижской публики. Апполонию Сабатье посещали Виктор Гюго, Жерар де Нерваль, Шарль Огюстен де Сент-Бёв, Барбе д’Оревильи, Поль Эдм де Мюссе, Теофиль Готье, Гюстав Флобер, Александр Дюма (отец), Эдмон де Гонкур (он дал ей прозвание «Президентша'», привившееся потом в этом кругу), Гектор Берлиоз, Эдуард Мане, Гюстав Доре, Шарль Жалабер и другие.
Красоту скульптуры высоко оценил Теофиль Готье: «Клезингер решил задачу создать красоту без вычурности, без жеманства, без манерности, с головой и телом нашего времени, где каждый может узнать свою возлюбленную, если она красива».
Клезингер некоторое время жил и работал в Барбизоне, где на него оказали влияние Теодор Руссо и Шарль Ле Ру.
Огюст Клезингер стал модным скульптором, он создал бюсты актрисы Элизы Рашель, Теофиля Готье, скульптуру Луизы Савойской из серии «Королевы Франции и выдающиеся женщины» в Люксембургском саду в центре Парижа.
16 марта 1846 года Клезингер заметил на парижском балу Соланж Дюдеван, дочь Жорж Санд, и попросил у матери разрешения назвать одну из своих статуй «Консуэло», что стало названием одного из её романов. 19 мая 1847 года Клезингер и Соланж Дюдеван поженились в Ноане. Этот эпизод стал роковым событием в семейной жизни Жорж Санд, особенно в её отношениях с Фредериком Шопеном, который был не согласен с этим браком. Клезингер подарил писательнице бронзовую копию своего «Танцующего фавна», а затем «Меланхолии», стилизованные под античность, которые были установлены в Ноане.
Однако отношения в новой семье быстро ухудшились, и 11 июля 1847 года между Огюстом Клезенже и Морисом Дюдеваном, братом Соланж, вспыхнула драка, что привело к разрыву отношений между Жорж Санд и молодожёнами. Супруги тщетно просили Жорж Санд заложить её родовое поместье чтобы оплатить долги Клезингера. С другой стороны, между Клезингерами и Шопеном произошло примирение. После смерти Фредерика Шопена в октябре 1849 года скульптор снял посмертную маску и слепок руки композитора. Кроме того, в 1850 году он создал из белого мрамора статую Эвтерпы, музы лирической поэзии и музыки для надгробного памятника Шопену на кладбище Пер-Лашез в Париже.
У Клезингера и Соланж родились две дочери: Жанна-Габриэль, 28 февраля 1848 года, умерла в младенчестве. Вторая дочь, также Жанна-Габриэль, по прозванию «Нини», родилась 10 мая 1849 года. Жорж Санд была очень привязана к ней, но она умерла вскоре после разлуки родителей, в Париже 14 января 1855 года, от плохо вылеченной скарлатины из-за неосторожности отца.
В 1849 году Клезингер получил Рыцарский крест Ордена Почётного легиона, а в 1864 году был произведен в офицеры. В 1864 году Клезингер стал членом Генерального общества фотоскульптуры Франции (Société Générale de Phot. osculpture de France) и возглавил общество в 1867 году. Впоследствии между Огюстом Клезингером и Обществом фотоскульптуры возник конфликт: в 1872 году скульптор отказал обществу в разрешении на воспроизведение его работ «Клеопатра» и «Диана на отдыхе».
Одной из пассий Огюста Клезингера была дама полусвета Берта де Курьер, послужившая моделью для бюста Марианны, установленном во французском Сенате и для статуи Французской Республики на Всемирной выставке 1878 года. После смерти скульптора Берте досталось солидное наследство Клезингера.
Огюст Клезингер умер 6 января 1883 года в своём парижском доме № 1. 6 rue de la Chaise в 7-м округе. Он похоронен в Париже на кладбище Пер-Лашез (10-е отделение). В той же гробнице похоронены Реми де Гурмон (литератор) и Берта де Курьер, их общая любовница.
Имя Огюста Клезингера носит улица в Безансоне, в районе Монтрапон-Фонтен-Эку.
Клезингер — автор нескольких статуй на тему Страстного цикла, выполненных в натуральную величину, для боковых приделов церкви Святой Марии Магдалины в Безансоне:
|  |  |  |  |  |

## Другие произведения

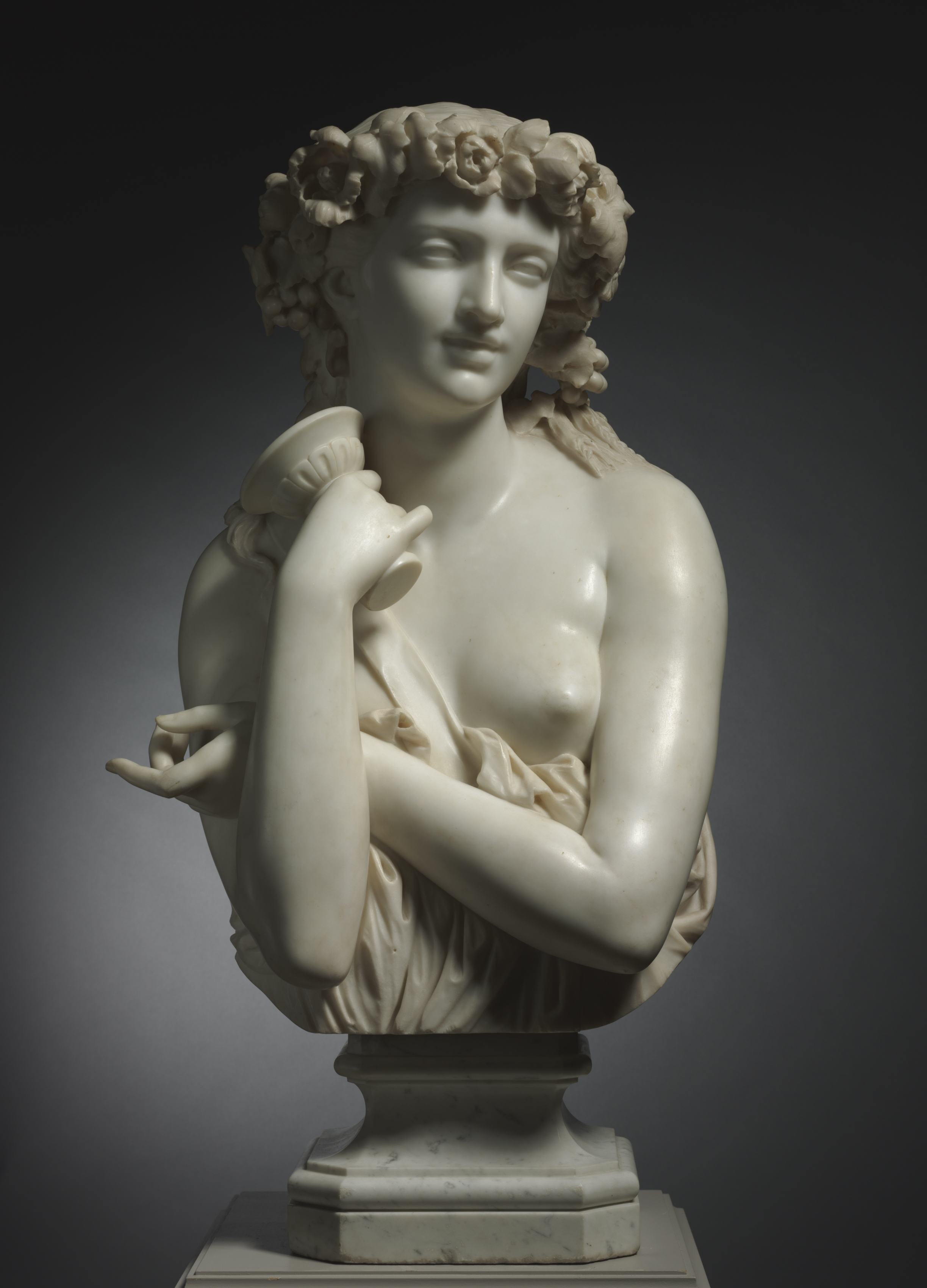
Вакханка. 1863. Мрамор. Художественный музей Кливленда, США
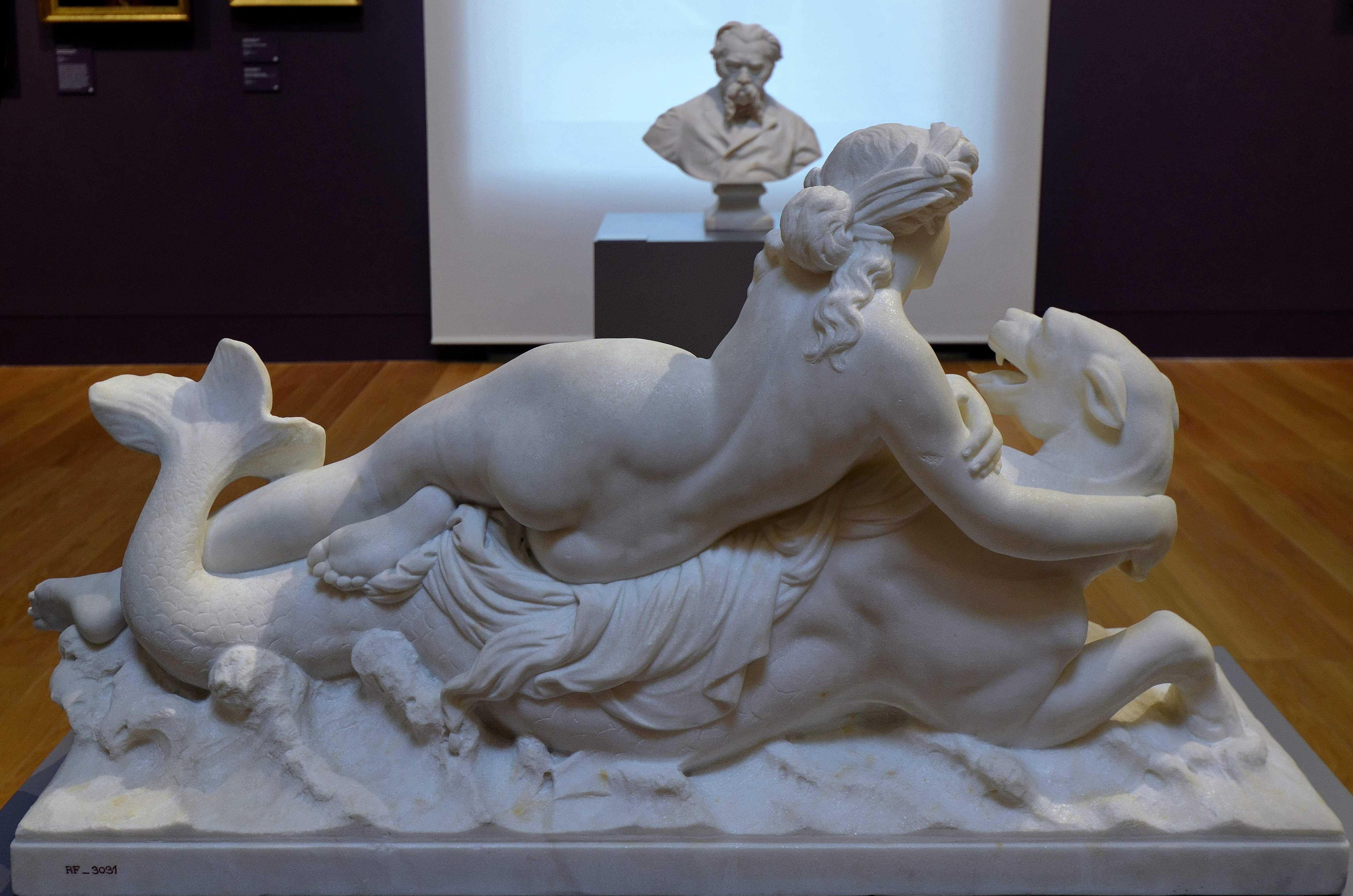
Нереида. 1814-1883. Мрамор.  Музей изящных искусств и археологии, Безансон
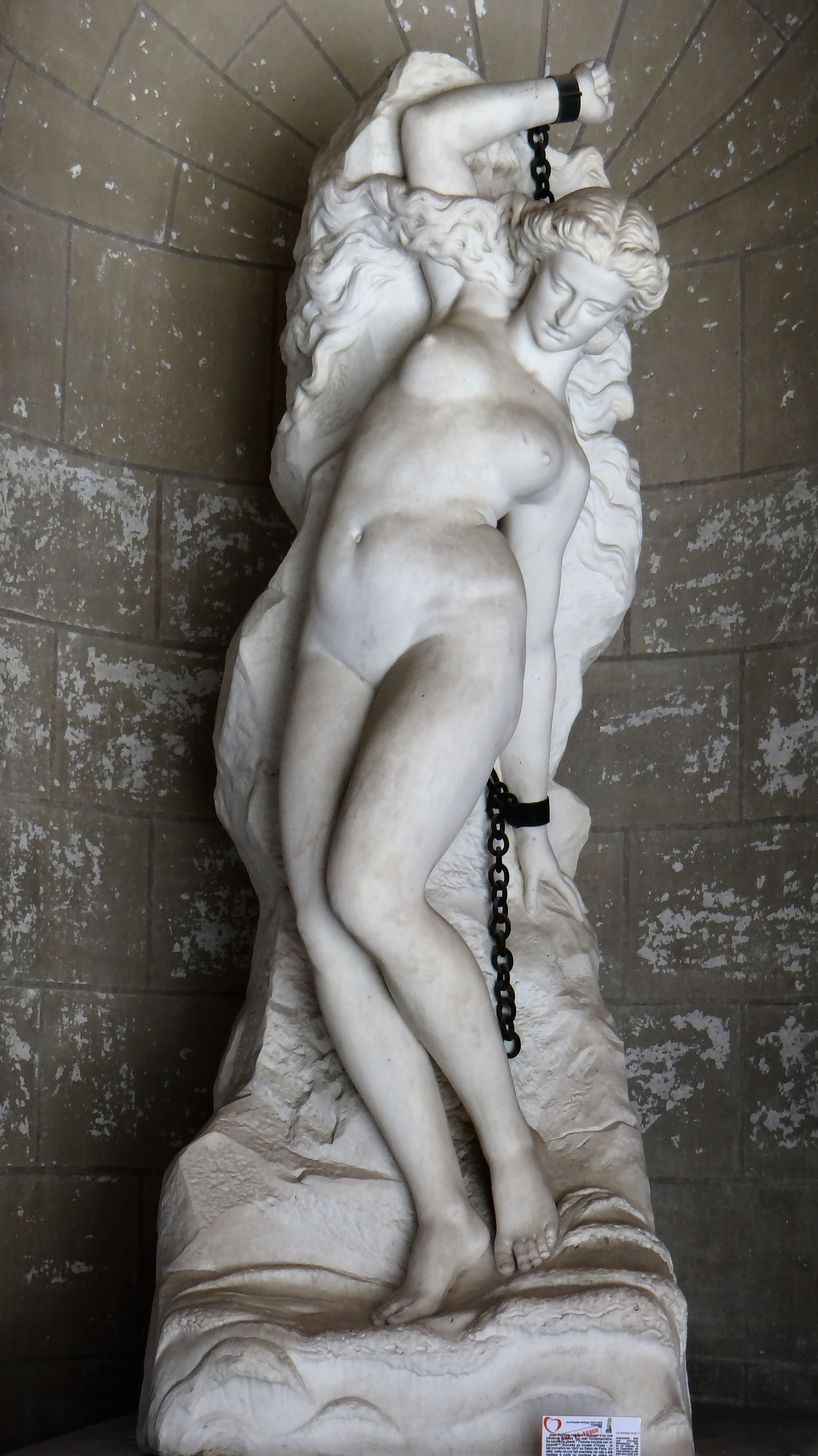
Андромеда. Музей изящных искусств и археологии Перигора, Перигё
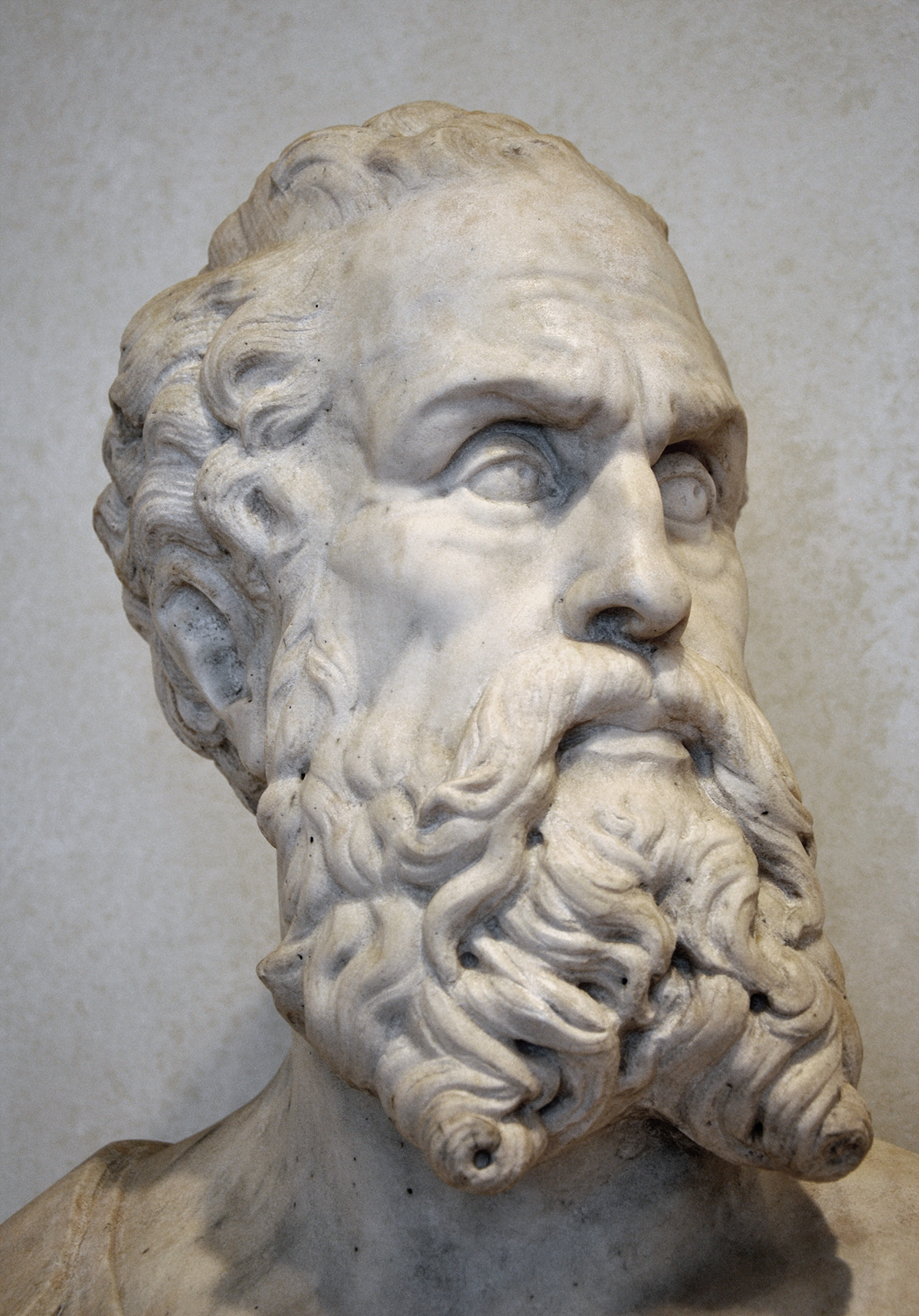
Микеланджело. Мрамор. Музей изящных искусств, Камбре
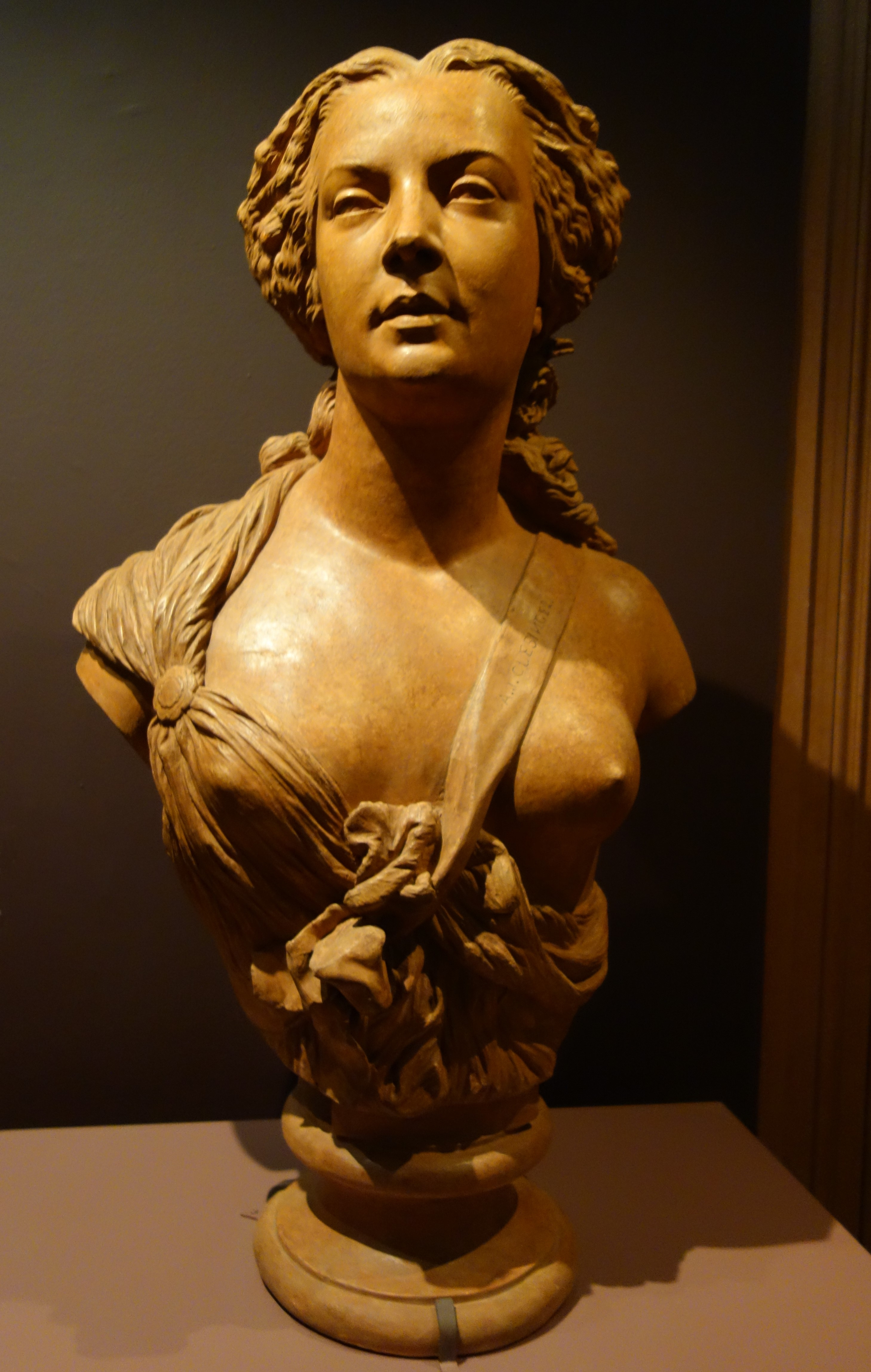
Бюст мадам Сабатье. 1847. Терракота
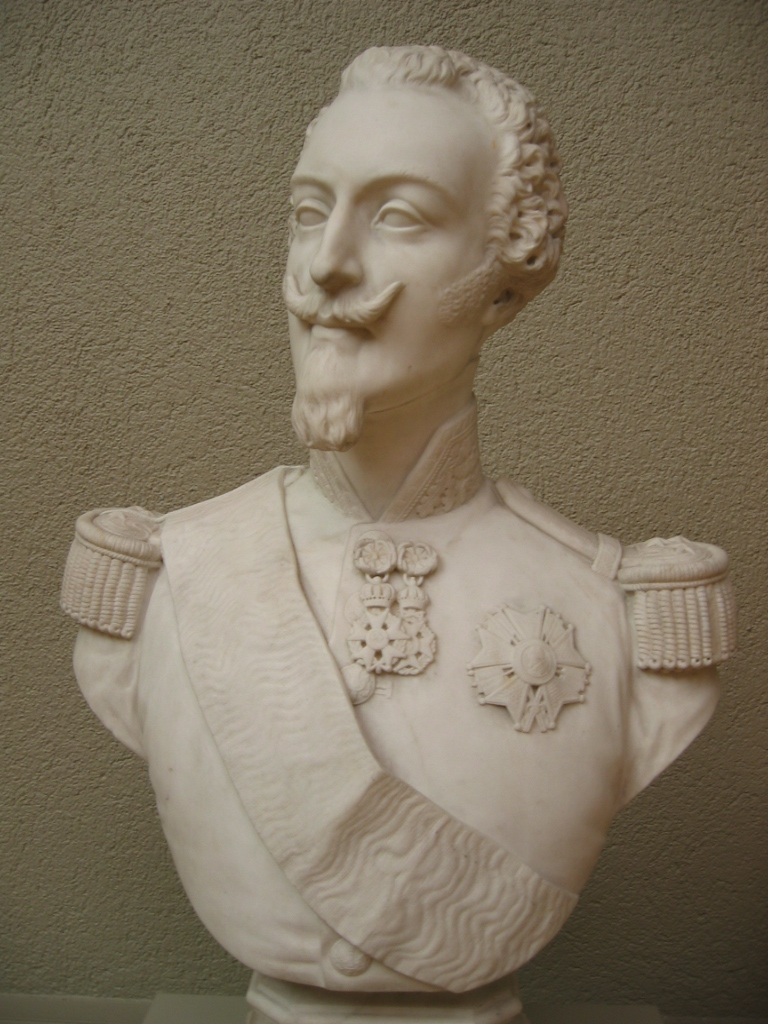
Герцог Луи Орлеанский. Мрамор.  Музей изящных искусств и археологии, Безансон
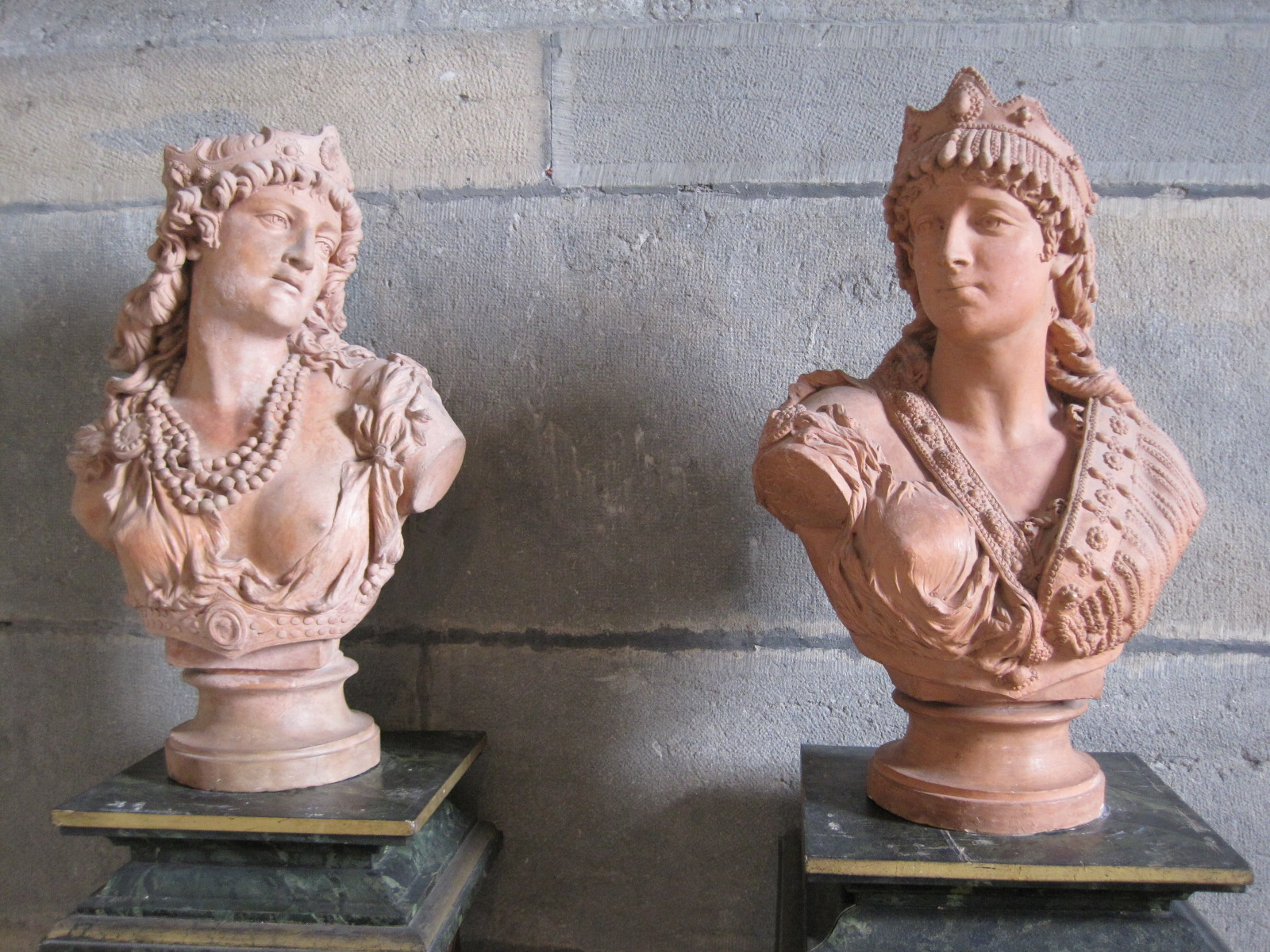
Саломея и Иродиада. 1876. Терракота. Музей изящных искусств и археологии, Безансон

## Интересные факты
Образ скульптора показан во франко-немецком кинофильме «Голубая нота» (1991 г, режиссёра А. Жулавского).

## Награды
- Кавалер Орден Почётного легиона (1849)
- Офицер Орден Почётного легиона (1864)